# ژنویو گراد
ژنویو گراد (فرانسوی: Geneviève Grad‎؛ زادهٔ ۵ ژوئیهٔ ۱۹۴۴ – درگذشتهٔ ۸ نوامبر ۲۰۲۴) بازیگر اهل فرانسه بود.
از فیلم‌ها یا برنامه‌های تلویزیونی‌ای که وی در آنها نقش داشته‌است، می‌توان به ژاندارم سن-تروپه، ژاندارم در نیویورک، ازدواج ژاندارم و کاخ فرشتگان اشاره کرد.
گراد در ۸ نوامبر ۲۰۲۴، در بیمارستانی در فرانسه، در سن ۸۰ سالگی درگذشت.